# Supercupen 2008
La Supercupen 2008 fu la 2ª edizione della Supercupen, annuale incontro tra la vincitrice della Allsvenskan e la vincitrice della Svenska Cupen. La partita si disputò all'Ullevi di Göteborg, in data 22 marzo 2008, e a contendersi il trofeo furono l'IFK Göteborg ed il Kalmar.
L'IFK Göteborg vinse la sua prima Supercoppa battendo il Kalmar 3-1.

## Tabellino
| Arbitro: | Hansson (Holmsjö) |

|                                             |           |            |
| Wallerstedt 24’ Jónsson 67’ Wallerstedt 82’ | Marcatori | 87’ Santin |